# Свислајон-Таково
Свислајон група (Swisslion Group) је холдинг компанија са седиштем у Новом Саду, у власништву Родољуба Драшковића у чијем саставу се налазе многа прехрамбена, али и друга предузећа, која су смештена у републикама бивше СФРЈ.

## Историја
Свислајон група основана је 1991. године у Новом Саду, мада се као година оснивања садашњег пословног система узима 1997. када је у Вршцу отворена прва "Свислајон" фабрика. Ова индустрија почива на темељима некадашње кондиторске фирме "ВИК" из Вршца, која је касније прерасла у корпорацију "Кондивик". Из ње је настао Свислајон (првобитно као Свислајон д.о.о. Вршац), који је 2004. године прерастао у систем Свислајон-Таково. 
У периоду 1998-2005. долази до оснивања, а потом и улагања у предузеће Свислајон д.о.о. Скопље.
Ова групација 2004. године купује на тендерскоj продаји ПИК Таково, а 2008. се оснива предузеће Свислајон Београд. У састав овог новооснованог предузећа улази вршачки погон, а потом и предузеће Еуролион из састава Компаније Таково, од кога се образује огранак Swisslion i Snowlion Горњи Милановац. Овај огранак Таково поново преузима током 2019. године.
Производња је временом проширена, када је пословни систем Свислајон-Таково 2016. године од пожаревачког Бамбија купио фабрику за производњу кондиторских производа "Банат" из Вршца. Све до 2018. године фабрика је пословала као предузеће "Банат 1894" након чега је припојена компанији Свислајон д.о.о. Београд, задржавајући постојеће брендове.
Убрзо, куповином "Вршачких винограда" 2017. године "Свислајон" започиње производњу вина.

## Листа зависних друштава
Прехрамбена индустрија:
- Свислајон-Таково д.о.о. Горњи Милановац 
Таково поседује неколико фабрика смештених у Горњем Милановцу намењених производњи кондиторских производа (Еурокрема, еуроблока, ратлука, кекса, наполитанки и сладоледа), алкохолних и безалкохолних пића, месних и готових јела, флипса, екструдираних производа, супа, тестенина, чипса, мармелада, као и фабрике дечје хране Јувитана у Инђији, али и погон за прераду јаја;

Предузеће Свислајон-Таково д.о.о. Горњи Милановац обухвата и фабрике у Вршцу:  
- Swisslion у коме се производе кондиторски производи, Eurovafel, Choco biscuit, Choco banana и други.
- Банат 1894 познат по брендовима Банат Кравица, YoYo, Juhu .
- Вршачки виногради (производња вина);

У саставу Свислајон групе се налазе и друштва:
- Свислајон Милодух а.д. Крагујевац (ориг. ) ;
- Свислајон д.о.о. Требиње, Босна и Херцеговина (ориг. )
- Свислајон Агроплод д.о.о. Ресен, Македонија (ориг. )
- Свислајон д.о.о. Скопје, Македонија (ориг. )
- Свислајон д.о.о. Сисак, Хрватска